# Artur Raube
Artur Karl Franz Raube (* 30. Januar 1888 in Breslau, Provinz Schlesien, Deutsches Kaiserreich; † 28. August 1942 in Berlin-Wilmersdorf) war ein Kaufmann und Stadtrat für die Unabhängige Sozialdemokratische Partei und die Kommunistische Partei in Danzig. 

## Leben
Er war unehelicher Herkunft und hieß bis 1904 Artur Klose. Der Beruf des (späteren?) Vaters war Schneidermeister.   Nach dem Besuch der Volksschule arbeitete Raube als kaufmännischer Angestellter in Berlin und im Ausland. 1914 wurde er Inhaber eines Automobilgeschäfts in Heidelberg. 
Seit 1914 leistete Artur Raube Kriegsdienst im Ersten Weltkrieg.
1918 schloss er sich der USPD an und wurde im November Vorsitzender des Arbeiter- und Soldaten-Rats im westpreußischen  Thorn. Im Dezember und im April 1919 war er Delegierter bei den beiden Rätekongressen in Berlin.
Seit 1919 lebte Raube in Danzig und war als Kaufmann tätig. Er wurde Vorsitzender der Unabhängigen Sozialdemokratischen Partei und für diese Stadtverordneter und unbesoldeter Stadtrat. 1920 wurde er in den Staatsrat der neuen Freien Stadt Danzig berufen. Seit 
Ende 1920 war er Mitglied der Verfassunggebende Versammlung und des Volkstages. Im Januar 1921 bildete Artur Raube mit 20 weiteren Abgeordneten die neue Fraktion der KPD im Volkstag und wurde deren Vorsitzender. In den folgenden Jahren fiel er bei Parlamentssitzungen öfter durch provokatorische Reden und Aktionen auf. 
Artur Raube führte eine Automobilhandlung am Langenmarkt und war Mitglied im Aufsichtsrat der Sparkasse von Oliva. Als dort im Herbst 1925 größere Verluste durch unsaubere Kreditgeschäfte festgestellt wurden, wurde er zunächst als Hauptschuldiger verdächtigt, zur Fahndung ausgeschrieben und Anfang 1926 verhaftet. Da ihm aber keine größeren Verfehlungen nachgewiesen werden konnte, wurde er bald wieder freigelassen. Seine Unternehmen gingen durch die Geschehnisse bankrott.
Seit 1927 lebte Artur Raube nicht mehr in Danzig. 